# Петролатум
Петролатум (petroleum с лат. — «нефть») — сложная комбинация углеводородов, полученная при депарафинизации нефтяных масел. Он состоит в основном из насыщенных кристаллических и жидких углеводородов, имеющих более 25 атомов углерода. Представляет собой вязкую светло-коричневую массу с температурой каплепадения 55—65 °С, температурой кипения 230—255 °С. 
Петролатум широко используется в косметических средствах и средствах личной гигиены, он признан безопасным ведущими мировыми производителями и национальными ассоциациями, выполняющими функцию контроля за рынком косметической продукции. 
Управление по санитарному надзору за качеством пищевых продуктов и медикаментов США (FDA) одобряет его использование в качестве безрецептурного (OTC) средства для защиты кожи, а также в других офтальмологических и аноректальных безрецептурных лекарственных средствах. В косметике и средствах личной гигиены Петролатум используется в составе различных типов продуктов, включая средства для ванн, очищающие средства, средства по уходу за кожей, косметику, шампуни, кондиционеры для волос, средства для бритья и средства для загара. Петролатум является одним из основных методов лечения дерматологов для сухой кожи.
Петролатум временно защищает кожу при появлении незначительных порезов, потёртостей, ожогов, помогает при появлении трещин кожи и губ, помогает защитить кожу от обветривания.
Особо эффективным для применения в косметических и медицинских изделиях является Белый петролатум (англ. White Petrolatum), произведенный на базе нафтеновых углеводородов, получаемых из нефти, добываемой на уникальном месторождении в Азербайджане. Белый петролатум — это полностью очищенный, рафинированный петролатум, который не имеет запаха и цвета, обладает длительным сроком годности. Белый петролатум также используется как средство, которое временно снимает боль, связанную с волдырями на коже и герпесом, уменьшает сухость кожи, смягчает проявление герпеса.
Петролатум оказывает положительное воздействие на процесс восстановления поврежденного рогового слоя кожи.
Нафтены включают в себя циклопентанопергидрофенантреновый скелет, входящий в состав многих ферментов, гормонов и прочих физиологически активных веществ, которые обладают болеутоляющим, противовоспалительным, сосудорасширяющим, антиаллергическим свойством, а также свойством, активирующим интенсивность трофических функций и обменных процессов. Нафталанская нефть способствует устранению воспалительных процессов, уменьшению болей, улучшению кровообращения, оказывая действие на ретикулоэндотелиальные системы, играющие существенную роль в процессах защиты организма.
В технике и промышленности петролатум, полученный из традиционной нефти, может применяться как сырье для церезина, компонент смазок, электроизоляционных составов, антиозонант для резиновых изделий. Также он входит в состав детского пластилина. Из вакуум-дистиллятных нефтяных фракций загущением петролатумом, парафином и церезином получают вазелин.